# 世界摔跤協會
世界摔跤協會（簡稱CMLL）是一家总部位于墨西哥城的墨西哥摔角推广组织，该组织成立于1933年，是现存最古老的职业摔跤赛事推广机构。 